# کودیاک کوئست
کودیاک کوئست (به انگلیسی: Quest_Kodiak) یک هواگرد ملخ‌پیشین تک‌موتوره از نوع سبک ورزشی ساخت شرکت Quest Aircraft است. هواگرد کودیاک کوئست نخستین پروازش را در ۱۶ اکتبر ۲۰۰۴ میلادی انجام داد. این هواگرد در سال ۱۳ مه ۲۰۰۵ میلادی رسماً معرفی گردید و در سال‌های 2007-present تولید شده‌است. در مجموع، تعداد ۲۲۰ (نوامبر ۲۰۱۷) فروند از این هواگرد ساخته شده‌است.
طراح این هواگرد، Evan Mortenson بود.